# Seznam vyšších odborných škol a konzervatoří v Brně

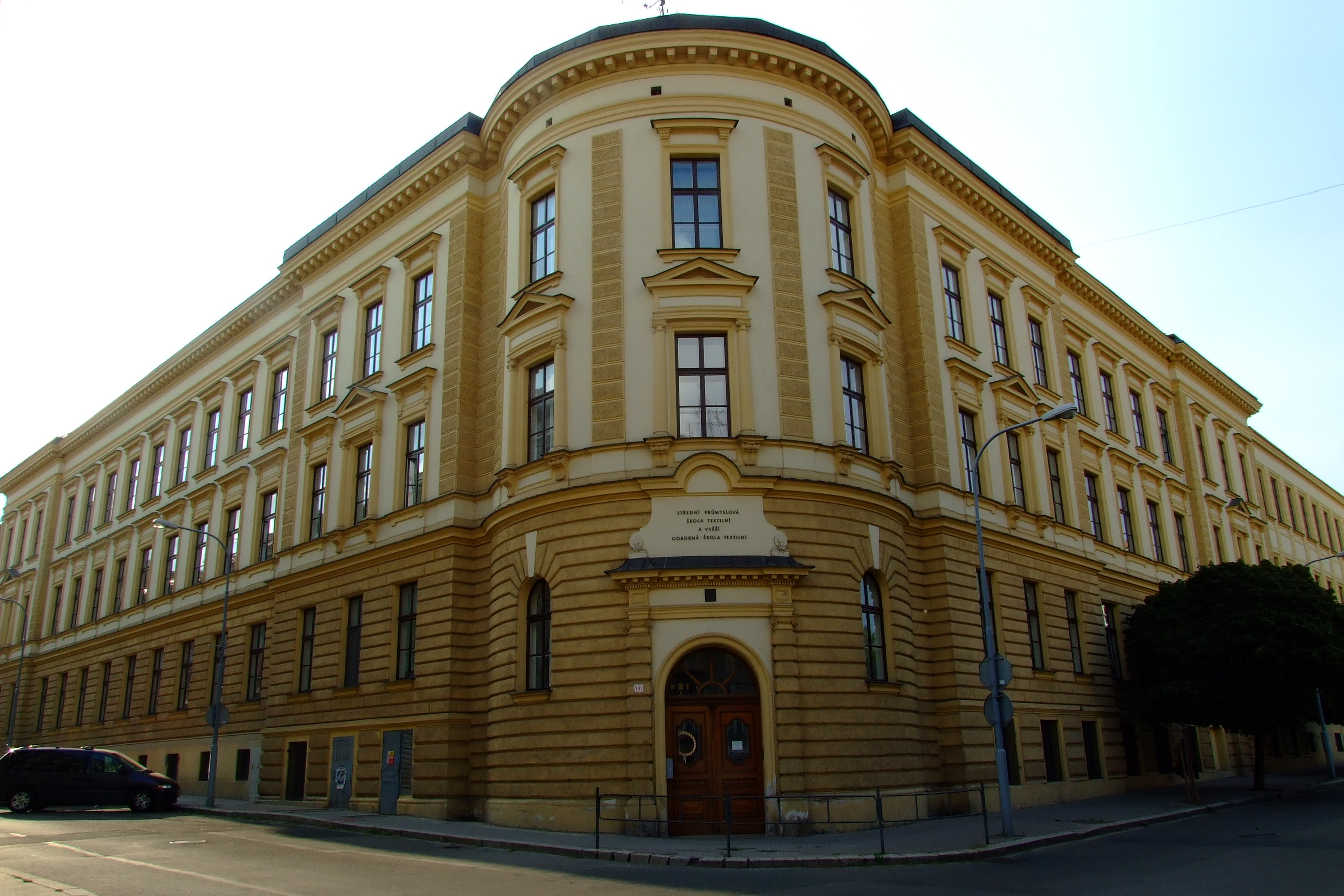
Střední škola umění a designu a Vyšší odborná škola Brno

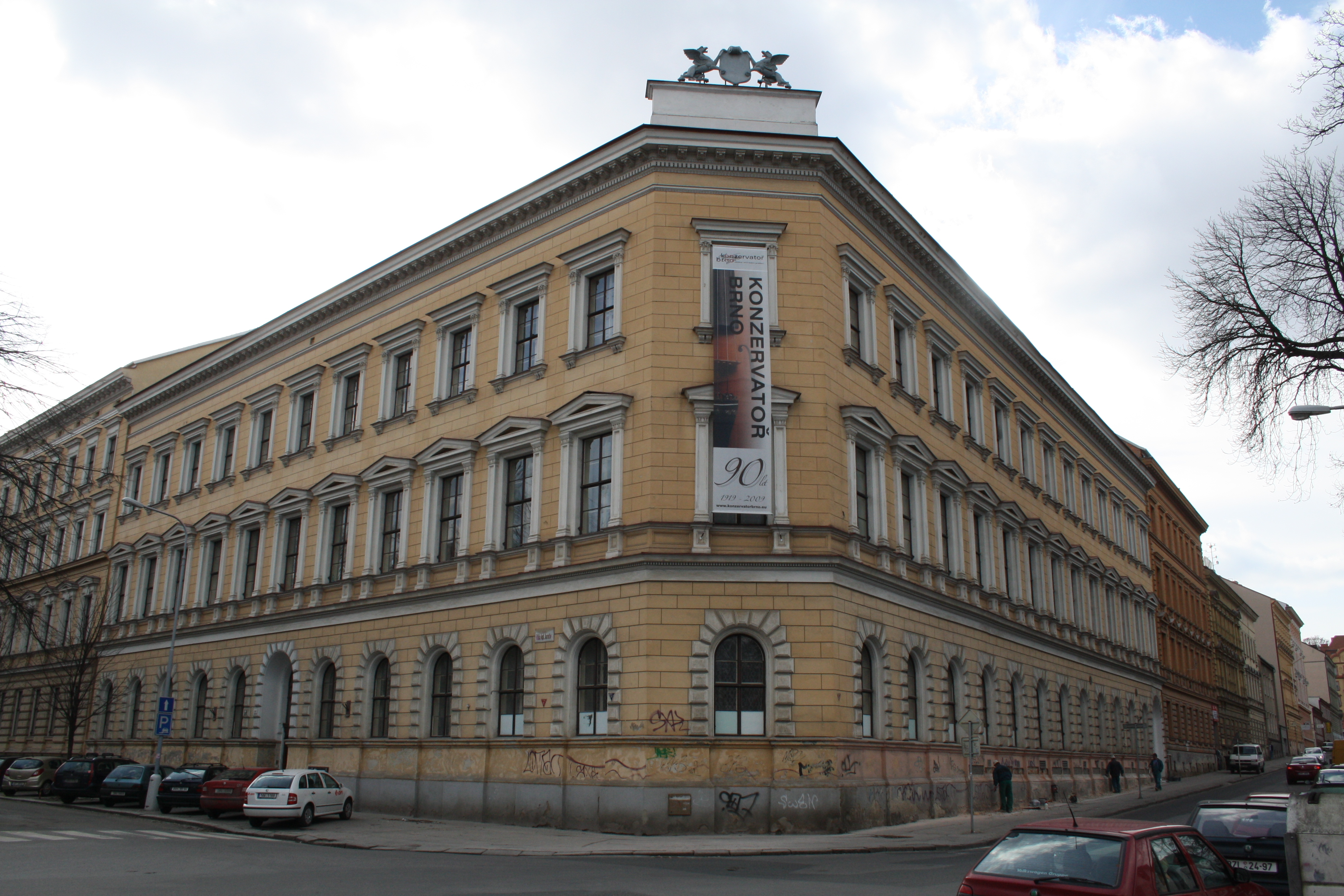
Konzervatoř Brno

Seznam vyšších odborných škol a konzervatoří v Brně uvádí přehled všech veřejných, církevních a soukromých vyšších odborných škol a konzervatoří v Brně. Je aktuální k březnu 2023 a obsahuje 10 položek.

## Veřejné vyšší odborné školy
Zřizovatelem těchto škol je Jihomoravský kraj.
- Obchodní akademie a vyšší odborná škola Brno, Kotlářská 9
- Střední průmyslová škola a Vyšší odborná škola Brno, Sokolská 1
- Střední škola umění a designu a Vyšší odborná škola Brno, Husova 10
- Střední zdravotnická škola a Vyšší odborná škola zdravotnická Brno, Merhautova 15
- Vyšší odborná škola zdravotnická Brno, Kounicova 16

## Církevní vyšší odborná škola
Zřizovatelem této školy, součásti Evangelické akademie, je Českobratrská církev evangelická.
- Evangelická akademie, Vyšší odborná škola sociálně právní, Opletalova 6

## Soukromé vyšší odborné školy
- Veřejně správní akademie – vyšší odborná škola, Filipínského 1
- Střední odborné učiliště tradičních řemesel a Vyšší odborná škola, Střední 59

## Veřejné konzervatoře
Zřizovatelem těchto škol je Jihomoravský kraj.
- Konzervatoř Brno, třída Kpt. Jaroše 45
- Taneční konzervatoř Brno, Nejedlého 3